# Episodi di Paper Moon
| N° | Titolo inglese              | Titolo italiano              | Prima TV USA | Prima TV ITA |
| -- | --------------------------- | ---------------------------- | ------------ | ------------ |
| 1  | Settling                    | Una casa tutta da scoprire   | 12/09/1974   |              |
| 2  | Second Prize                | Secondo Premio               | 19/09/1974   |              |
| 3  | Imposter                    | Sostituzione di persona      | 26/09/1974   |              |
| 4  | Manly Arts                  | Una sconfitta da 100 dollari | 3/10/1974    |              |
| 5  | Birthday                    | Il compleanno                | 10/10/1974   |              |
| 6  | Long Division               | Divisioni Difficili          | 17/10/1974   |              |
| 7  | Gime That Old Time Relation | Una vecchia conoscenza       | 24/10/1974   |              |
| 8  | Harvest                     | Una lettera trabocchetto     | 31/10/1974   |              |
| 9  | Bonnie And Clyde            | Una torta di luna            | 7/11/1974    |              |
| 10 | Visions Of Las Vegas        | La chiave del segreto        | 21/11/1974   |              |
| 11 | Who Is M.P.Sellers          | Le miniere di salgemma       | 28/11/1974   |              |
| 12 | Green Coods                 | Scambio di imbrogli          | 12/12/1974   |              |
| 13 | Day Off                     | La ruota panoramica          | 19/12/1974   |              |